# Hypena kashmirica
Hypena kashmirica är en fjärilsart som beskrevs av W. Warren 1913. Hypena kashmirica ingår i släktet Hypena och familjen nattflyn. Inga underarter finns listade i Catalogue of Life.